# Gabriele Cicchinelli
Gabriele Cicchinelli (Roma, 28 febbraio 1990) è un rugbista a 15 italiano, attivo nel ruolo di seconda linea della S.S. Lazio in Serie A Élite.

## Biografia
Cresciuto sportivamente nelle giovanili della Capitolina, trascorse un biennio nell'Accademia federale di Tirrenia prima di tornare nella sua squadra d'origine con cui esordì nella stagione 2008-09 di Super 10.
A seguire, a livello internazionale, fu presente con'Under 20 al Sei Nazioni e al campionato mondiale di categoria del 2010.
Dopo due stagioni a Roma, con cui vinse un Trofeo Eccellenza, e una stagione a Parma nelle file dei Crociati, nell'estate del 2012 fu ingaggiato dal Calvisano, anche lì per una stagione.
Nel 2013 si trasferì ai Cavalieri di Prato e l'anno successivo al Mogliano.
Dopo due campionati in Veneto, dal 2017 Cicchinelli milita di nuovo nella sua città natale nelle file della S.S. Lazio.

## Palmarès
- Trofei Eccellenza : 1
Rugby Roma: 2010-11